# P.O.D. (band)
P.O.D. (Payable on Death) is een Amerikaanse rockband uit San Diego (Californië) die werd opgericht in 1992. De band bestaat uit vocalist Sonny Sandoval, drummer Wuv Bernardo, gitarist Marcos Curiel en bassist Traa Daniels. Het christelijk geloof van de bandleden speelt een centrale rol in de muziek van P.O.D.
P.O.D. heeft zeven studioalbums uitgebracht en wereldwijd meer dan tien miljoen platen verkocht. Hun muziek is beïnvloed door uiteenlopende stijlen als hiphop, metal, reggae, latin en hardrock, en is verwant aan die van bands zoals Kid Rock, Limp Bizkit en Korn.

## Geschiedenis
Curiel en Bernardo stonden aan de wieg van de band. Ze vonden hun inspiratie bij bands als Green Day, Pennywise, Bad Brains en The Vandals. Samen startten ze een band, waar Sandoval later bij kwam. P.O.D. ontstond nadat bassist Traa Daniels in 1993 toetrad.
In de jaren 90 speelde P.O.D. veel concerten door het hele land. Onder hun eigen label Rescue Records brachten ze drie ep's uit: Snuff the Punk, Brown, en Live. Hiervan werden meer dan veertigduizend exemplaren verkocht, wat bijzonder veel is voor een underground-band.
Atlantic Records vond dit ook zeer interessant, en de passie van P.O.D. voor de muziek die ze maakten en hun harde werk viel ook op. In augustus 1998 tekende P.O.D. een contract bij Atlantic. Voor hun debuutalbum The Fundamental Elements of Southtown in 1999, werd nog een ep uitgebracht; The Warriors.
Van The Fundamental Elements of Southtown werden de singles "Southtown" en "Rock the Party (Off the Hook)" getrokken. Deze zorgden ervoor dat het album platina haalde. P.O.D. won ook de prijzen voor 'Best Hard Rock or Metal Group', 'Album of the Year', en 'Song of the Year' voor "Rock the Party (Off the Hook)" bij de San Diego Music Awards in 1999.
In 2000 ging P.O.D. op tournee samen met andere bands op Ozzfest, en speelde samen met Crazy Town en Staind tijdens de MTV Campus Invasion Tour. Voor verschillende films leverden ze nummers aan voor de soundtrack. Zo bijvoorbeeld werd "School of Hard Knocks" een succes in Little Nicky met Adam Sandler in 2001, terwijl nummers die in de films Any Given Sunday en Ready to Rumble werden gebruikt hun status als bekende band bevestigde.
In de lente van 2001 werd Satellite uitgegeven door Atlantic Records, met Howard Benson als producer. De singles "Youth of the Nation", "Alive" en "Boom" brachten de band commercieel succes.
In 2003 besloot Curiel om P.O.D. te verlaten. Hij werd vervangen door Jason Truby die al een tijd met P.O.D. had meegelopen.
P.O.D. bracht vervolgens een nieuw album uit met de titel Payable on Death. Hierop staan nummers zoals "Will You", "Change the World", "Execute the Sounds" en "Sleeping Awake" (geschreven voor de film The Matrix Reloaded). In het voorjaar van 2006 volgde Testify, het zesde studioalbum.
Eind 2006 stapte Truby op, waarna Curiel weer bij de band terugkeerde. Op 8 april 2008 kwam een nieuw album uit onder de titel When Angels and Serpents Dance.

## Bandleden
- Sonny Sandoval − leadvocalen (1992–heden)
- Wuv Bernardo − drums, percussie, gitaar, achtergrondzang (1992–heden)
- Traa Daniels − basgitaar, achtergrondzang (1994–heden)
- Marcos Curiel − leadgitaar, glockenspiel, samples, achtergrondzang (1992–2003, 2006–heden)

Ex-leden
- Gabe Portillo − basgitaar (1992–1994)
- Jason Truby − gitaar, achtergrondzang (2003–2006)

Sessiemuzikanten
- Tim Pacheco − percussie, keyboard, achtergrondzang (2005–2006)
- ODZ − gitaar (2005–2006)
- DJ Circa − draaitafels (1999)
- Mike$ki Degracia − draaitafels, samples (1996)

## Discografie
- Snuff the Punk (1994)
- Brown (1996)
- Live at Tomfest (1997)
- Warriors EP (1998)
- Fundamental Elements of Southtown (1999)
- Brown (2000 - heruitgave)
- Snuff the Punk (2000 - heruitgave)
- Payable on Death, Live (2001 - heruitgave)
- Satellite (2001)
- Satellite (Limited Edition with DVD) (2002)
- Payable on Death (2003)
- Warriors EP 2 (2005)
- Testify (2006)
- Testify (Limited Edition with extra songs and artist commentary) (2006)
- Greatest Hits: The Atlantic Years (2006)
- When Angels and Serpents Dance (2008)
- Murdered Love (2012)
- SoCal Sessions (2014)
- The Awakening (2015)
- Circles (2018)
- Veritas (2024)

## Trivia
- P.O.D. maakte het nummer "Booyaka 619" als opkomstmuziek voor WWE-worstelaar Rey Mysterio, eveneens afkomstig uit San Diego.